# Second Amendment Sisters
A Second Amendment Sisters, Inc. (SAS) era um grupo de defesa dos direitos das mulheres de manter e portar armas dos Estados Unidos que apoiava o uso de armas para autodefesa e empoderamento.

## Histórico
De acordo com um artigo de 2003 do Los Angeles Times, o grupo SAS foi fundado em dezembro de 1999 por cinco mulheres que ficaram "indignadas" com o evento conhecido como "Million Mom March" que visava um controle mais rígido de armas. A organização nacional fechou em 2015.

## Legado
Algumas seções estaduais individuais continuam a operar de forma independente.
O domínio original (http://www.2asisters.org), hoje em dia direciona para a "Arizona Citizens Defense League" (AzCDL).